# Collada d'Altars
La Collada d'Altars és un coll a 2.404,2 msnm situat en la carena que separa els termes municipals de la Torre de Cabdella, en el seu terme primigeni, i de Sort (antic terme de Llessui). Separa, per tant, les comarques del Pallars Jussà i del Pallars Sobirà.
És al costat sud del Bony d'Altars i al nord de lo Tossal. La collada separa la Serra d'Altars, al nord, de la Serra del Rei, al sud. És a llevant i damunt del poble d'Aiguabella, i a l'est-sud-est del d'Espui.